# Кокър (река)
Кокър е река във Великобритания. Намира се Езерния район, планински регион и национален парк в графство Къмбрия, Северозападна Англия. Тя е дълга около 19 км. Реката носи името си от келтската дума kukre, което означава „кривият“.
В поречието на реката живеят редица диви животни. Преобладаващите видове риби включват сьомга, морска пъстърва, кафява пъстърва, змиорки, стиклекове и гулеш.
Малката река продобива национална известност през 2009 г. във Великобритания и Ирландия. Графството на Къмбрия е най-тежко засегнатият район по време на наводненията, когато река Кокър и Ривър Деруент спукват бреговете си, покривайки град Кокърмут в 2,4 м вода, причинявайки големи щети на къщи, магазини, работни места, както и на седалището на Крикет клуб Кокърмут.
През 2014 г. започва важен проект за намаляване на опасностите от наводнения, свързани с река Кокър. Той включва възстановяването на Уит Бек, приток на река Кокър, близо до село Лортън. Проектът е наречен The Whit Beck Restoration Project 2014.